# الحميمة الجديدة (العقبة)
الحميمة الجديدة منطقة سكنية تقع في لواء القويرة، محافظة العقبة في الأردن. تنتمي المنطقة لقضاء القويرة الذي يضم 10 مناطق. يقدر عدد سكانها بـ 2165 نسمة حسب إحصاء 2015.

## الوصلات الخارجية
- دائرة الاحصاءات العامة